# Khadevis Robinson
Pour les articles homonymes, voir Robinson.
Khadevis Robinson (né le 19 juillet 1976 à Dallas) est un athlète américain spécialiste du 800 mètres.

## Carrière
Étudiant à la Texas Christian University, il décroche le titre NCAA du 800 m en 1998.
Il remporte le titre du 800 mètres des Championnats des États-Unis d'athlétisme en 1999, 2005, 2006 et 2007 et s'impose par ailleurs à quatre reprises en indoor en 1999, 2006, 2008 et 2009.  
Il participe à toutes les éditions des Championnats du monde d'athlétisme de 1999 à 2009 mais ne parvient pas à atteindre la finale. Il se classe cinquième de la Finale mondiale d'athlétisme 2005 et sixième de la Coupe du monde des nations 2006.
En 2006, lors du Mémorial Van Damme de Bruxelles, Khadevis Robinson établit un nouveau record du monde du relais 4 × 800 mètres en 7 min 02 s 82 aux côtés de ses coéquipiers américains Jebreh Harris, Sam Burley et David Krummenacker. 
L'Américain remporte en mai 2011 le meeting Golden Gala de Rome comptant pour le classement de la Ligue de diamant. Il s'impose en 1 min 45 s 09 devant le Sud africain Mbulaeni Mulaudzi.

## Palmarès

### National
- Championnats des États-Unis d'athlétisme : vainqueur du 800 m en 1999, 2005, 2006 et 2007, deuxième en 2002, 2003, 2004 et 2009
- Championnats des États-Unis en salle : vainqueur du 800 m en 1999, 2006, 2008 et 2009

## Records
| Épreuve       | Performance   | Lieu   | Date            |
| ------------- | ------------- | ------ | --------------- |
| 800 m         | 1 min 43 s 68 | Rieti  | 27 août 2006    |
| 800 m (salle) | 1 min 46 s 95 | Boston | 24 février 2008 |